# Distretto di Qiziriq
Il distretto di Qiziriq è uno dei 14 distretti della Regione di Surxondaryo, in Uzbekistan. Si trova nella parte centro-meridionale della regione, tra i distretti di Sherobod e Djarkurgan. Il capoluogo è Sariq.